# جنرال اینسترومنت
جنرال اینسترومنت (انگلیسی: General Instrument) شرکت الکترونیک آمریکایی بود، که در سال ۱۹۳۹ تأسیس شد و در سال ۱۹۹۷ منحل گردید.